# Corpo delle guardie doganali
Il corpo delle guardie doganali era un reparto paramilitare del Regno d'Italia inserito nell'amministrazione delle gabelle, inizialmente alle dipendenze delle Regie dogane, con compiti di vigilanza confinaria, e doganale e di concorso in tempo di guerra alla difesa dello Stato, istituito con la legge 13 maggio 1862, n. 616.

## Storia
Fu costituito sul telaio del preesistente Corpo dei preposti doganali del Regno di Sardegna, di matrice napoleonica, e riuniva in un'unica organizzazione il reparto sabaudo con i componenti dei disciolti e variegati corpi e milizie di finanza degli Stati preunitari italiani.
Dopo l'assorbimento delle analoghe organizzazioni lombardo-venete e pontificia, in seguito alle campagne militari del 1866 e del 1870, e l'attribuzione progressiva di ulteriori compiti di istituto di natura tributaria, allo scopo di risolvere problematiche organizzative insuperabili a causa della resistenza dell'amministrazione doganale, il corpo fu posto alle dipendenze delle neoistituite Intendenze di Finanza e con la legge 8 aprile 1881, n. 149, ne fu mutata la denominazione in quella di Corpo della Regia Guardia di Finanza, mantenendo da un punto di vista organizzativo e istituzionale gran parte delle disposizioni previgenti.